# Folke Ekdahl
Nils Folke Georg Ekdahl, född den 12 november 1902 i Jönköping, död den 20 mars 1995 i Stockholm, var en svensk jurist.
Ekdahl avlade studentexamen i Jönköping 1921 och juris kandidatexamen vid Uppsala universitet 1926. Han genomförde tingstjänstgöring i Tveta, Vista och Mo domsaga 1926–1929 och blev tillförordnad fiskal i Göta hovrätt 1930, extra ordinarie assessor där 1934, ordinarie assessor 1935, hovrättsråd 1939 och tillförordnad revisionssekreterare 1940. Ekdahl var häradshövding i Västerbergslags domsaga 1946–1969. Han var sakkunnig i Skogsstyrelsen vid omarbetningen av flottningslagstiftningen 1943–1946 och ordförande i hyresnämnden för Ludvika stad och landskommun 1952–1962. Ekdahl blev riddare av Nordstjärneorden 1943 och kommendör av samma orden 1957. Han vilar på Katarina kyrkogård i Stockholm.